# Lucien Mandeville
Pour les articles homonymes, voir Mandeville.
Lucien Mandeville est un homme politique français né le 1er juillet 1838 à Campsas (Tarn-et-Garonne) et mort le 26 mai 1914 à Fronton (Haute-Garonne).

## Biographie
Médecin et propriétaire exploitant à Fronton, il est conseiller général de 1880 à 1898 et député de la Haute-Garonne de 1889 à 1898, siégeant sur les bancs radicaux.

## Sources
- « Lucien Mandeville », dans le Dictionnaire des parlementaires français (1889-1940), sous la direction de Jean Jolly, PUF, 1960 [détail de l’édition]